# Olivier Lefèvre d'Ormesson
Pour les articles homonymes, voir Lefèvre et Ormesson.
Pour les autres membres de la famille, voir Famille Lefèvre d'Ormesson.
Olivier III Lefèvre d'Ormesson, né le 28 décembre 1616 et mort le 4 novembre 1685, est un magistrat et administrateur français.

## Biographie
Olivier III seigneur d'Ormesson (près d'Epinay-sur-Seine) et d'Amboile (l'actuelle Ormesson-sur-Marne)  dit également Olivier III, est le fils d'André d'Ormesson, qui mourut doyen du Conseil d'État en 1665, et d'Anne le Prévost, issue d'une lignée de magistrats. 
Il avait le 22 juillet 1640, épousé Marie de Fourcy (1625-1685), fille d'Henri, seigneur de Chesy, Trianon et Épinay président de la Cour des Comptes, et de Marie de La Grange-Trianon; de ce couple sont nés dix enfants :
- André III (1644-1684), ou André II d'Amboille dit  Monsieur d'Amboille, avocat du roi au Châtelet (1666), conseiller au Grand-Conseil (1671), maître des requêtes (1676), commissaire à la Chambre ardente (1679), intendant de Lyon (1682), épouse Éléonore Le Maître (1653-1681)
- Une fille née le 28 juillet 1645
- Olivier Jean-Baptiste (1646-1708), infirme placé au couvent de Franconville
- Claude François de Paule (1647-1717), prêtre, docteur en Sorbonne, Grand-Vicaire du Diocèse de Beauvais, il supplée le cardinal Toussaint de Forbin-Janson dès 1672.
- Simon Henri (1649-1694), chanoine régulier de abbaye Sainte-Geneviève de Paris, prieur de l'abbaye-aux-Bois
- Antoine François Lefèvre d'Ormesson (1651-1712), dit Monsieur de Chéray,  seigneur du Chéray, des Tournelles, et d'Ormesson[3], conseiller au grand-conseil (1678),  maître des requêtes de l'hôtel (1684) et successivement intendant des généralités de Rouen (1694), de Riom (1695-1704), et de Soissons (1705-1712). Il épouse le 21 décembre 1735 Jeanne-Françoise Le Fèvre de La Barre (1654-1735)
- Marie (†1709)
- Charles (1654-1687), est nommé page du Roi en Sa Petite-Écurie (1669)
- Françoise (1655-1726), religieuse en 1670, abbesse de l'abbaye du Pont-aux-Dames le 20 août 1700

Conseiller au Parlement en 1636, maître des requêtes au Conseil d'État en 1643, adjoint à l'intendant de Paris en 1650, intendant en Picardie en 1656, puis d'Amiens et de Soissons en 1662, juge et rapporteur au célèbre procès du surintendant Nicolas Fouquet en 1662-1664.
Son impartialité au cours de ce procès (il sauve la tête de l'accusé, démontant le complot qui avait été dressé contre lui à la demande du conseil du Roi et refusant la peine de mort qui était demandée - on lui prête cette réponse aux envoyés du monarque "la Cour rend des arrêts, non des services") lui valut une disgrâce durable. Il perd dès 1664 son intendance de Picardie, et le roi ne lui accorde pas la survivance de son père comme conseiller d'État qui lui était promise, attribuée à M. Poncet, qui avait opiné pour la mort de Fouquet. Il continue cependant de solliciter du roi une place au Conseil d'État quasiment jusqu'à sa mort. En 1667, il vend sa charge de maître des requêtes pour la somme de 234 000 livres. 
Il se retire alors dans ses terres au château d'Ormesson, où il reçut Madame de Sévigné, Racine, Boileau, La Fontaine, Bossuet, Bourdaloue, Le Nôtre à qui l'on doit le dessin du parc à la demande d'Olivier III, Lebrun (qui écrivit avec Lamoignon un traité de l'Art des jardins). 
Olivier d'Ormesson laissa à sa mort plus d’un million de livres. 
Auteur d'un Journal, commencé en 1643, il écrit avec un autre magistrat, Guillaume de Lamoignon, un ouvrage : L'Art d'orner les jardins. 
Apparenté à Mme de Sévigné, née de Rabutin-Chantal, ils se vouèrent une estime réciproque. Il était par ailleurs proche du clan Le Tellier.